# آسف دار
آسف دار (مواليد 16 أبريل 1966) هو ملاكم باكستاني كندي، مثّل باكستان في الألعاب الأولمبية الصيفية في دورة 1984، وكندا في دورة 1988.

## وصلات خارجية
آسف دار على موقع بوكس ريك (الإنجليزية) (registration required)
- آسف دار على موقع اللجنة الأولمبية الدولية (الإنجليزية)
- آسف دار على موقع أوليمبيديا (الإنجليزية)
- آسف دار على موقع اللجنة الأولمبية الكندية (الإنجليزية)
- آسف دار على موقع اتحاد ألعاب الكومنولث (مؤرشف) (الإنجليزية)